# Maghar

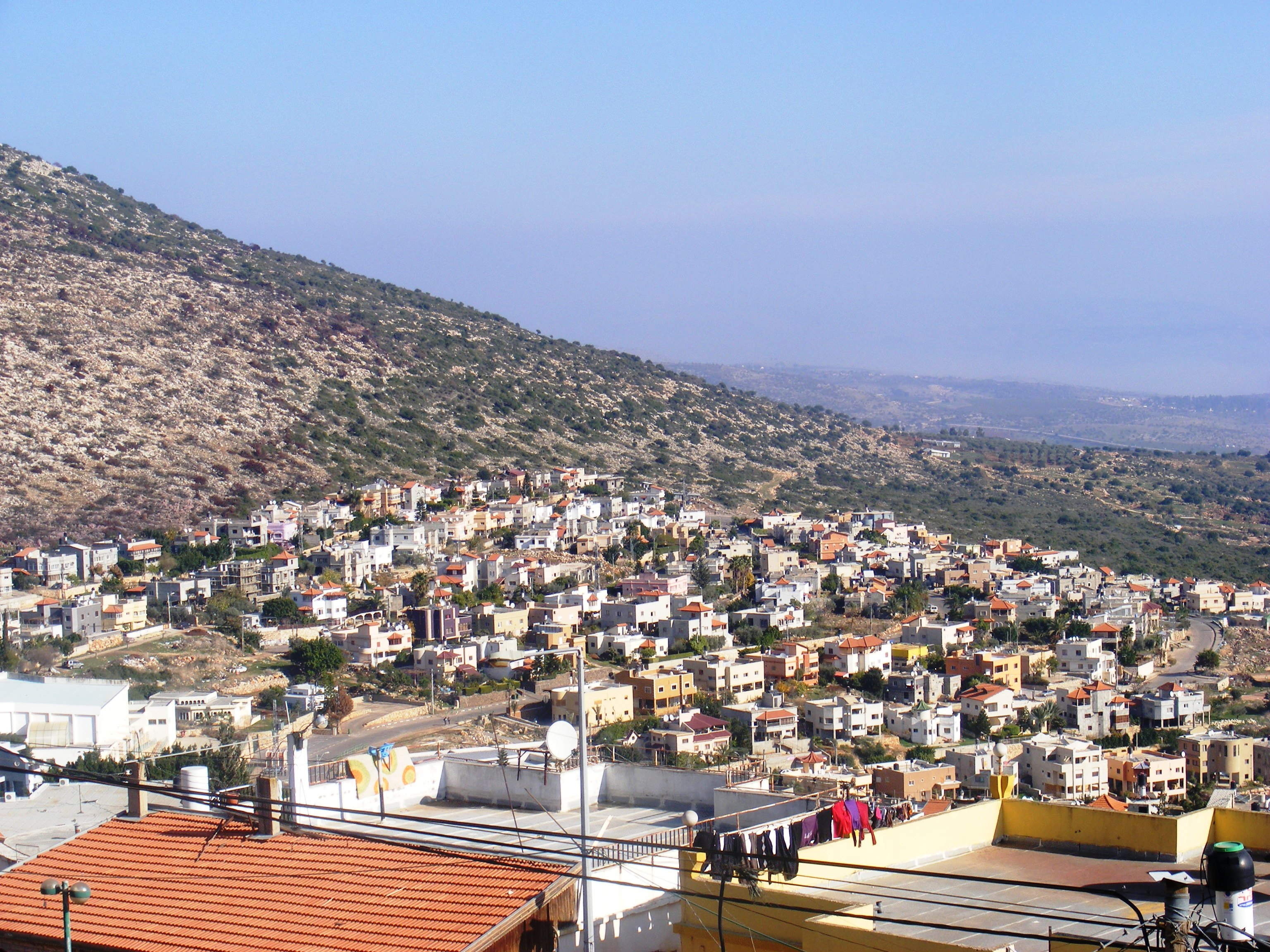
Drusenviertel in Maghar

Maghar (hebräisch מַעָ׳אר (al-)Maġār, arabisch المغار) ist eine Stadt in Israel. 2008 lag die Einwohnerzahl bei etwa 19.600, 2019 hatte der Ort 22.957 Einwohner. Sie ist eine arabische Stadt mit einer bedeutenden Bevölkerung von Drusen.

## Geschichte
Hier wurden Keramikreste aus frührömischer Zeit sowie architektonische Überreste und Keramikfragmente aus spätrömischer Zeit gefunden und ein Steinbruch ausgehoben. Das Dorf wurde 1517 zusammen mit ganz Palästina dem Osmanischen Reich einverleibt, und 1555 wurde eine Steuer auf die Seidenspinnerei erhoben. 1596 erschien das Dorf in den Steuerregistern, mit einer ausschließlich muslimischen Bevölkerung, die aus 169 Haushalten und 17 Junggesellen bestand. Im Jahre 1875 stellte Victor Guérin fest, dass das Dorf, das er el-Mehar nannte, mit 1200 Einwohnern sehr groß war. Es war in drei Viertel unterteilt, mit muslimischen, christlichen und drusischen Einwohnern. Bei der Volkszählung in Palästina im Jahr 1922, die von den britischen Mandatsbehörden durchgeführt wurde, hatte der Ort eine Gesamtbevölkerung von 1377. Davon waren 265 Muslime, 676 Drusen und 436 Christen.
Während der Operation Chiram, die vom 29. bis 31. Oktober 1948 stattfand, ergab sich die Stadt der vorrückenden israelischen Armee. Viele Einwohner flohen nach Norden, einige blieben jedoch und wurden von den israelischen Soldaten nicht vertrieben. Die Einwohner Maghars blieben wie die meisten arabischen Israelis im ländlichen Raum bis 1966 unter Kriegsrecht. Im Jahre 2005 kam es zu Übergriffen von Drusen auf Christen, nachdem sich Gerüchte verbreiteten, dass einige christliche Jugendliche Fotos von unbekleideten drusischen Mädchen gemacht und ins Internet gestellt hätten. Christliche Geschäfte, Fahrzeuge, Häuser und die Kirche wurden verwüstet. Die Zusammenstöße zwangen rund 2.000 Christen zur Flucht aus ihren Häusern. Die Ausschreitungen wurden auch als eine Folge der Feindseligkeit zwischen der reicheren christlichen Bevölkerung und den ärmeren Drusen interpretiert.
Während des Libanonkrieg 2006 wurden zwei Einwohner durch Bombenangriffe der Hisbollah getötet.

## Demografie
Im Jahr 2019 lebten 22.957 Einwohner in der Stadt. Davon waren lediglich 10 Juden und über 99,9 Prozent waren Araber, davon die Mehrheit Drusen und der Rest Christen und Muslime. Knapp 16 Prozent der Bevölkerung waren Kinder unter 15 Jahren.